# Caterham Seven
 (mai 2024).
La Caterham Seven 2022 est une voiture de sport cabriolet produite par le constructeur britannique Caterham Cars. Le modèle 2022 est proposé en plusieurs versions, allant de 80 à 237 chevaux.

## Caractéristiques techniques
Les spécifications techniques varient selon les versions :
- Caterham Seven 170 S : 80 ch, boîte de vitesses manuelle, émissions de CO2 de 109 g/km (WLTP), deux portes, deux places.
- Caterham Seven 340 S : 170 ch, boîte de vitesses manuelle, émissions de CO2 de 148 g/km (WLTP), deux portes, deux places.
- Caterham Seven 485 S : 237 ch, boîte de vitesses manuelle, émissions de CO2 non spécifiées, deux portes, deux places[2],[3].

## Caterham Seven 485
Le modèle le plus puissant, la Caterham Seven 485, est équipé d'un moteur 2.0 litres Ford Duratec développant 237 ch à 8500 tr/min et un couple de 206 Nm à 6300 tr/min. Elle peut atteindre une vitesse maximale de 225 km/h et accélère de 0 à 100 km/h en 3,4 secondes.
La Caterham Seven 485 est équipée de roues Apollo de 13 pouces avec des pneus Avon, des disques avant ventilés avec étriers à quatre pistons, une suspension ultra légère et des sièges en cuir noir. Elle est disponible avec des packs S et R offrant différentes options de personnalisation.